# Tatort: Verbrannt
Verbrannt ist ein Fernsehfilm aus der Krimireihe Tatort, der für den Norddeutschen Rundfunk produziert wurde und am 11. Oktober 2015 seine Erstausstrahlung hatte. Es ist die 957. Folge der Reihe und der sechste Fall von Kriminalhauptkommissar Thorsten Falke und Kriminalkommissarin Katharina Lorenz.

## Handlung
In der Industriestadt Salzgitter in der niedersächsischen Provinz beobachten Katharina Lorenz und Thorsten Falke einen afrikanischen Asylbewerber wegen des Verdachts des Handels mit gefälschten Pässen. Der Verdächtige Gibril Bali widersetzt sich mit einem Schlag der Festnahme durch Lorenz, woraufhin Falke auf ihn einprügelt. Am nächsten Tag stellt sich heraus, dass es zu einer Namensverwechslung gekommen ist und Bali unschuldig ist. Als Falke und Lorenz wieder in die Polizeiwache kommen, erfahren sie, dass der an Händen und Füßen gefesselte Bali in seiner Zelle verbrannt ist. Auf Falkes Wunsch hin beginnen die beiden Ermittlungen innerhalb der Polizeiwache, um zu klären, wie es zu dem Todesfall kommen konnte.
Es stellt sich heraus, dass Dienststellenleiter Werl seine jungen Polizisten einem Initiationsritual unterzieht. Dabei vergleicht sich Werl mit Hagen von Tronje aus der Nibelungensage. Polizist Andreas Kohler gibt gegenüber den beiden Ermittlern zu, dass er die Matratze in der Arrestzelle mit einem Brandbeschleuniger übergossen und in Brand gesteckt hat. Seiner Festnahme widersetzt er sich, indem er sich mit seiner Dienstwaffe erschießt. Die belastenden Aussagen von Werl können von Kriminalkommissarin Katharina Lorenz während einer Trauerfeier im Kollegenkreis mit dem Smartphone aufgezeichnet werden. Diese Aufzeichnungen stellt sie ihrem Kollegen Falke zur Verfügung, bevor sie die Dienststelle verlässt, sodass Falke die Strafverfolgung gegen Werl einleiten kann.

## Hintergrund
Der Film wurde vom 4. November 2014 bis zum 3. Dezember 2014 in Salzgitter und Umgebung sowie in Hamburg gedreht. Vor der Erstausstrahlung wurde der Film am 30. September 2015 in zahlreichen Kinos als Vorpremiere gezeigt.
Die Handlung basiert auf dem realen Fall des 36-jährigen Asylbewerbers Oury Jalloh aus Sierra Leone, der am 7. Januar 2005 in einer Gefängniszelle im Keller des Dienstgebäudes Wolfgangstraße 25 des Polizeireviers Dessau in Sachsen-Anhalt ums Leben kam.
Die Folge Verbrannt stellt die letzte Zusammenarbeit mit der Schauspielerin Petra Schmidt-Schaller dar, für die die Österreicherin Franziska Weisz bei den nachfolgenden Episoden an der Seite von Wotan Wilke Möhring ins Ermittlerteam rückt.

## Filmmusik
Als Filmmusik für die Titelsequenz wurde der zweite Satz des Kaiserquartetts von Joseph Haydn gewählt, der Grundlage der deutschen Nationalhymne. Als das Mobiltelefon von Kriminalhauptkommissar Thorsten Falke klingelt, hört er gerade den Musiktitel Toxicity von System of a Down vom gleichnamigen Album Toxicity aus dem Jahr 2001. Bei der Grillparty von Dienststellenleiter Werl läuft u. a. der Musiktitel Auf uns von Andreas Bourani. Aus dem Autoradio von Mehmet Mutlu tönt AKs im Wandschrank von Kollegah. Der Abspann ist mit der Live-Version der Musiktitels Strange Fruit von Jeff Buckley untermalt, wobei sich der Ausdruck „Strange Fruit“ als Symbol für Lynchmorde etabliert hat.

## Rezeption

### Kritiken
Angesichts der anhaltenden Flüchtlingskrise in Europa äußerte sich die Gewerkschaft der Polizei kritisch zur Handlung der Folge und wird zitiert: „Unsere Beamten fühlen sich vorgeführt, obwohl sie in diesen Tagen Überstunden schieben und in der Flüchtlingskrise in vorderster Reihe stehen“. „Unsere Kolleginnen und Kollegen machen in der derzeitigen Flüchtlingslage einen sehr guten Job, die Menschen bedanken sich bei ihnen“, heißt es weiter, zudem sei der Fall „überzeichnet“. Für den auftraggebenden Sender NDR ist die Kritik der Polizeigewerkschaft indes nicht nachvollziehbar, da es sich um eine fiktive Darstellung handele, die sich an einem realen Fall orientiere, und die Planungen bereits vor zwei Jahren und somit lange vor der Zuspitzung der Flüchtlingskrise erfolgten. Insbesondere hätten Vertreter der Staatsanwaltschaft und der Polizei bei einer Diskussionsrunde in Dessau die Gelegenheit gehabt, etwaige Bedenken hinsichtlich der Folge zu äußern, diese jedoch nicht wahrgenommen. „Nicht der Film ist das Problem, der Originalfall ist eine Schande für die Polizei“, ließ der NDR verlauten.
Dass der Krimi auf einer wahren Begebenheit basiere, sei „tückisch“, urteilte Petra Noppeney von den Westfälischen Nachrichten, weswegen die Folge „mit viel Leerlauf“ daherkomme, zumal „in den »Tagesthemen« kurz zuvor noch an das reale Ereignis erinnert“ worden sein soll. „Spannung [zu] erzeugen“, indem der Drehbuchautor „falsche Fährten legte“, sei „wenig überzeugend“. Dass sich die Auflösung eines „zugespielten Video[s]“ bedienen musste, war nicht „ganz schlüssig“, der Abschied von Kriminalkommissarin Katharina Lorenz wurde während der Folge mehrfach angekündigt und „schwermütig“ inszeniert.

„Dieser ‚Tatort‘ ist ein wahrlich klaustrophobischer Krimi geworden; aus der geschlossenen Gemeinschaft der Polizisten ist Ausbruch undenkbar.  […] Ein ‚Tatort‘, der wehtut. Ein Mörderblues aus der Mitte Deutschlands.“

### Einschaltquoten
Die Erstausstrahlung von Verbrannt, die am 11. Oktober 2015 parallel zu einem EM-Qualifikationsspiel der deutschen Fußballnationalmannschaft lief, wurde in Deutschland von 7,2 Millionen Zuschauern gesehen und erreichte einen Marktanteil von 19,8 % für Das Erste.

### Auszeichnungen
Beim Deutschen Fernsehkrimi-Festival 2016 gewann Tatort: Verbrannt den Hauptpreis. Petra Schmidt-Schaller erhielt die Auszeichnung als beste Darstellerin.